# Bredtsche Formeln

Ausgangsbasis für die Herleitung der Bredtschen Formeln

Die Bredtschen Formeln sind elementarer Bestandteil der Festigkeitslehre. Sie bilden eine Grundlage zur Berechnung von Schubspannungen und Verformungen bei Bauelementen mit geschlossenen dünnwandigen Hohlquerschnitten unter reiner  Torsionsbeanspruchung. In weiterer Folge lassen sich damit auch  Torsionswiderstände und Schubmittelpunkte berechnen. 
Die Formeln stammen ursprünglich von Rudolf Bredt, der sie 1896 unter dem Titel Kritische Bemerkungen zur Drehungselastizität in der Zeitschrift des Vereines deutscher Ingenieure veröffentlichte.

## 1. Bredtsche Formel
{\displaystyle T={\frac {M_{T}}{2\cdot A_{m}}}}
| {\displaystyle T=\tau \cdot t\ }                         | : Schubfluss (konstant) in [N/mm], mit der Schubspannung {\displaystyle \tau } in [N/mm²] und der Wanddicke t in [mm] |
| {\displaystyle M_{T}\ }                                  | : Torsionsmoment in [Nmm]                                                                                             |
| {\displaystyle A_{m}\;=\;{\frac {1}{2}}\oint {p(s)\;ds}} | : von der Querschnittsmittellinie umschlossene Fläche in [mm²]                                                        |

## 2. Bredtsche Formel (spezifischer Verdrehwinkel)
{\displaystyle {\frac {d\vartheta }{dx}}={\frac {\oint {\tau (s)\;ds}}{2\;G\cdot A_{m}}}}
| {\displaystyle \vartheta }                 | : Verdrillung (Verwindung)                     |
| {\displaystyle x}                          | : Laufkoordinate entlang der Stabachse in [mm] |
| {\displaystyle \tau (s)={\frac {T}{t(s)}}} | : Schubspannung                                |
| {\displaystyle G}                          | : Schubmodul in [N/mm²]                        |

## Torsionswiderstand (St. Venant'scher Drillwiderstand)
Mit den Bredtschen Formeln lässt sich der Torsionswiderstand (d. h. das Torsionsflächenmoment 2. Grades) geschlossener dünnwandiger Profile ermitteln:
{\displaystyle I_{T}={\frac {M_{T}\cdot l}{G\cdot \vartheta }}={\frac {4\cdot A_{m}^{2}}{\oint {\frac {ds}{t(s)}}}}}
mit der Länge {\displaystyle l} des Bauelements in [mm].
Oft wird diese Formel als zweite Bredtsche Formel bezeichnet.